# Johan Schot

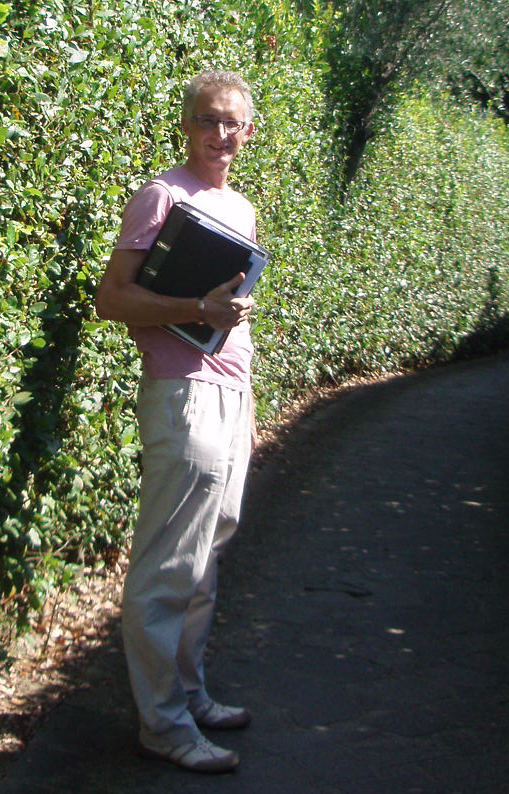
Johan Schot

Johannes Willem „Johan“ Schot (* 4. Februar 1961 in Ridderkerk) ist ein niederländischer Historiker im Bereich der Wissenschafts- und Technologiegeschichte. Er ist Professor für Vergleichende Globalgeschichte am Centre for Global Challenges sowie an der Universität Utrecht. Vorher lehrte er an der University of Sussex. Seit 2009 gehört er zur Royal Netherlands Academy of Arts and Sciences.

## Leben
Nach dem Studium an der Erasmus-Universität Rotterdam wurde Schot 1985 Berater am Centre for Technology and Policy Studies. Den Ph.D. erreichte er an Universität Twente 1991, wo er bis 1999 Dozent war. 2003 wurde er Professor an der Universität Eindhoven. Von September 2010 bis Juli 2011 arbeitete er am Netherlands Institute for Advanced Studies in the Humanities and Social Sciences in Wassenaar, wo er die sechsbändige Reihe Making Europe: Technology and Transformation 1850-2000 herausgab. 2014 wurde Schot zum Direktor der Science Policy Research Unit an der University of Sussex ernannt. Im Jahr darauf erhielt er die Leonardo da Vinci Medal der Society for the History of Technology. 2019 kehrte Schot in die Niederlande zurück, um Professor in Vergleichender Globalgeschichte am Centre for Global Challenges in Utrecht zu werden.

## Werk
Seine Forschung richtet sich auf die großen Übergänge, die Wirtschaft und Gesellschaft tief verändern. Die erste sogenannte „Deep Transition“ begann 1750 und mündete in den Wohlfahrtsstaat. Die zweite Deep Transition begann in den 1970er Jahren und veränderte den Kapitalismus. Nach den Lehren von Christopher Freeman und Carlota Perez liegt das Ziel in der Entwicklung einer „Multi-Level-Perspective“ der Nachhaltigkeit.
Schot profitierte von der internationalen Zusammenarbeit wie im Greening of Industry Network und im Knowledge Network for System Innovations and Transitions. Unter seiner und Philip Scrantons (Rutgers University) Herausgeberschaft entstand Making Europe: Wer baute Europa? Die Reihe erhielt 2014 den Freeman Award durch die European Association for the Study of Science and Technology.

## Schriften
- mit Vincent Lagendijk: Technocratic Internationalism in the Interwar Years: Building Europe on motorways and electricity networks, in: Journal of Modern European History, 6:2 (2008), 196–217.
- mit Thomas J. Misa: Inventing Europe: Technology and the Hidden Integration of Europe, in: History and Technology, 21:1 (2005) 1–20.
- J.W. Schot, H. W. Lintsen, A. Rip and A. A. Albert de la Bruhèze (Hg.): Techniek in Nederland in de twintigste eeuw, 7 Teile, Zutphen: Walburg Pers, 1998–2003.

### Herausgeber
- mit Philip Scranton: Making Europe: Technology and Transformation 1850-2000, 6 Bände, Palgrave Macmillan 2013–2019
  - Ruth Oldenziel / Mikael Hård: Consumers, Tinkerers, Rebels. The People Who Shaped Europe, Palgrave Macmillan 2013, ISBN 978-0-230-30801-5.
  - Johan Schot / Wolfram Kaiser: Writing the Rules for Europe: Experts, Cartels, and International Organizations, Palgrave Macmillan 2014, ISBN 978-0-230-30807-7.
  - Martin Kohlrausch / Helmuth Trischler: Building Europe on Expertise. Innovators, Organizers, Networkers, Palgrave Macmillan 2014, ISBN 978-0-230-30805-3.
  - Per Högselius / Erik van der Vleuten / Arne Kaijser: Europe’s Infrastructure Transition. Economy, War, Nature, Palgrave Macmillan 2015, ISBN 978-0230307995.
  - Dirk van Laak / Maria Paula Diogo: Europeans Globalizing: Mapping, Exploiting, Exchanging, Palgrave Macmillan 2016, ISBN 978-0230279636.
  - Andreas Fickers / Pascal Griset: Communicating Europe. Technologies, Information, Events, Palgrave Macmillan 2019. ISBN 978-0230308039, TB ISBN 978-023030804-6.